# Uzi Wiesel
Uzi Wiesel (* 8. Januar 1927 in Tel Aviv; † vor oder am 17. Januar 2019 nahe Canberra) war ein israelischer Cellist und Musikpädagoge.

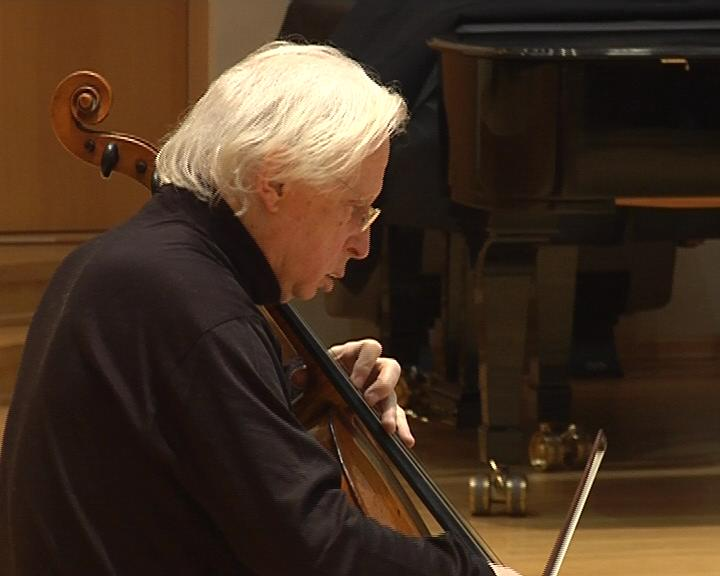
Uzi Wiesel (Tel Aviv 2007)

## Leben
Wiesel besuchte die Musikakademie in Tel Aviv und studierte dann an der Juilliard School in New York bei Felix Salmond und Bernard Greenhouse. Er gewann 1953 den Piatigorsky-Preis und vervollkommnete im Folgejahr seine Ausbildung bei Pablo Casals in Frankreich. 1957 war er Preisträger beim Internationalen Wettbewerb in Moskau, 1961 beim Internationalen Pablo-Casals-Wettbewerb. Er trat als Solist mit dem Israel Philharmonic Orchestra auf, arbeitete mit Musikern wie Yehudi Menuhin, Daniel Barenboim, Lukas Foss, Pinchas Zukerman und Itzhak Perlman zusammen und war Mitbegründer und Mitglied des Tel Aviv String Quartet.
Neben dem Standardrepertoire für Cello spezialisierte sich Wiesel auf Werke von Komponisten des Barock sowie des 20. Jahrhunderts wie Luciano Berio, György Ligeti und Witold Lutosławski. Zudem setzte er sich für die Werke israelischer Komponisten ein und brachte u. a. Kompositionen von Paul Ben-Haim, Josef Tal, Ödön Pártos, Yan Radzinsky, Noam Sheriff, Joachim Stutschewsky und Tzvi Avni zur Uraufführung.
Von 1965 bis 1997 war Wiesel Professor an der Musikakademie der Universität Tel Aviv. Er hatte außerdem Gastprofessuren in den USA, Deutschland und Australien inne und gab weltweit Meisterkurse. Die Indiana University ehrte ihn 1996 mit dem Titel Chevalier du Violoncelle. Zu seinen Schülern zählten Ryan Guan Jie Sim, Caleb Wong, Ofer Canetti, Kyril Zlotnikov, Hillel Zori, Gilad Kaplanski, Michal Schmidt, David Sella, Tamas Varga, Gavriel Lipkind, Uri Vardi, Thomas Rann und Shmuel Magen.